# Rajaram (chhatrapati)

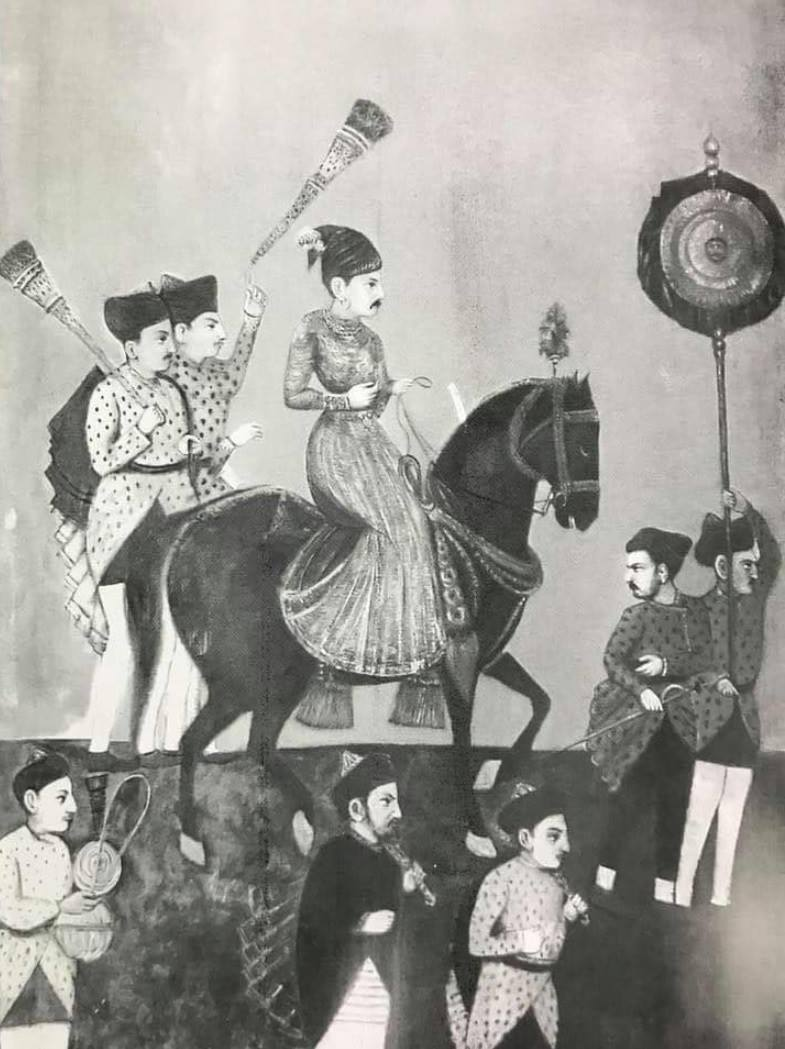
Chhatrapati Rajaram

Rajaram I Bhonsla (Raigarh, 14 februari 1670 - Singhugarh, 2 maart 1700) was chhatrapati ("keizer") van de Maratha's tussen 1689 en 1700. Hij was de tweede zoon van Shivaji en kwam aan de macht nadat zijn oudere halfbroer Sambhaji in 1689 door de Mogolkeizer Aurangzeb terechtgesteld was. Tijdens Rajarams periode op de troon waren de Maratha's in continue oorlog met de veel sterkere legers van de Mogols, met wie ze een kat-en-muisspel voerden. Na zijn dood regeerde zijn weduwe Tarabai als regentes voor hun zoontje Sambhaji II.

## Levensloop
Rajaram was een zoon van Shivaji's tweede vrouw Sorayabai. Shivaji zelf wilde zijn territoria verdelen over zijn twee zoons, maar toen Shivaji in 1680 overleed riep Sambhaji zich als enige vorst uit. Een poging van Sorayabai om de 10-jarige Rajaram op de troon te zetten mislukte. Sambhaji liet Sorayabai en andere leiders van het complot arresteren en executeren. Rajaram bracht de periode dat zijn halfbroer op de troon zat in gevangenschap door.
Eind 1688 wisten de Mogols Sambhaji en zijn belangrijkste minister middels een verrassingsaanval gevangen te nemen. Sambhaji werd aan keizer Aurangzeb voorgeleid en doodgemarteld. In Raigarh werd Rajaram daarop tot nieuwe vorst uitgeroepen, in plaats van Sambhaji's minderjarig zoontje Shahu. De situatie was in deze periode voor de Maratha's hachelijk. Met de dood van Sambhaji leek het erop dat Aurangzeb nabij zijn doel was geheel India te bezetten. Binnen enkele dagen begonnen de Mogollegers de Marathi hoofdstad te omsingelden. Rajaram wist echter vermomd als yogi te ontsnappen en ver naar het zuidoosten te vluchten. Hij verschanste zich in Jinji, in het tegenwoordige Tamil Nadu. 
Onder generaal Zulfiqar Khan sloegen de Mogols het beleg voor Jinji op. Jinji was een enorme vesting met uitgebreide verdedigingswerken. Nadat het beleg een jaar lang zonder resultaat bleef werden versterkingen onder de vizier Asad Khan en prins Kam Bakhsht naar Jinji gestuurd. De belegering zou acht jaar duren, en nooit lukte het de Mogols de vesting volledig te omsingelen, zodat Rajaram in staat was tegenaanvallen te organiseren die de bevoorrading van de Mogols verhinderde. In 1692 kwam er hulp van Marathatroepen die vanuit het westen opereerden onder de ervaren generaal Dhanaji Jadhav. Vanuit het zuiden zond ook de radja van Tanjavur versterkingen naar Jinji. De vastbesloten keizer Aurangzeb sloot elk overleg met de vijand echter uit. 
Ondertussen voerden andere Marathaleiders hun aanvallen op de Mogolprovincies in het noorden op. Deze plundertochten brachten de Maratha's tot in Gujarat.
Toen Jinji in februari 1698 uiteindelijk toch viel, was Rajaram al ontkomen. De Mogols wisten wel zijn harem gevangen te nemen. Rajaram vluchtte terug naar de West-Ghats, waar hij zijn hof opzette in Satara en duizenden vrijheidsstrijders aan zijn zijde vond. Deze nieuwe tegenslag was voor Aurangzeb aanleiding om jihad (heilige oorlog) tegen de Maratha's af te kondigen. De 81-jarige keizer voerde zijn legers persoonlijk aan bij de aanval op Satara. Terwijl de Mogols zich opnieuw opmaakten voor een langdurig beleg, leidde Rajaram zijn strijders op plundertocht door Kandesh en Berar. In de buurt van Ahmednagar kwam het echter tot een treffen met een leger onder Mogolprins Bidar Bakhsht, waarbij de Maratha's verslagen werden. Rajaram wist opnieuw te ontkomen, maar stierf een paar maanden later als gevolg van een plotselinge ziekte.